# Sofía Álvarez Vignoli
Sofía Álvarez Vignoli (1899-1986) là một luật sư người Uruguay và là Đệ nhất Phu nhân ngắn ngủi của Uruguay, người đã tích cực trong cuộc đấu tranh để đạt được quyền bỏ phiếu cho phụ nữ.

## Lý lịch
Bà đã gặp người chồng tương lai của mình, Tiến sĩ Alberto Demicheli khi cả hai đều là sinh viên luật tại Montevideo. Sau khi hoàn thành khóa học, họ kết hôn và sau đó có hai đứa con Julio Alberto (1938 ví1975) và María Adelina Demicheli Alvarez.
Vignoli đã tích cực tham gia vào chiến dịch tranh cử cho Phụ nữ, đã đạt được vào năm 1932 (mặc dù phụ nữ đã tham gia một số cuộc bầu cử địa phương ở Uruguay). Vignoli là lực lượng chính đứng sau việc hợp nhất Quyền trẻ em vào Luật pháp của Uruguay và đã viết một cuốn sách về Quyền công dân của phụ nữ vào năm 1946.
Chồng bà là Tiến sĩ Alberto Demicheli từng giữ chức Bộ trưởng Nội vụ vào những năm 1930 và là Tổng thống của Uruguay như một biện pháp tạm thời vào năm 1976.

## Sự nghiệp ngoại giao
Hoạt động ngoại giao của cô chủ yếu diễn ra dưới thời Tổng thống Gabriel Terra (1933-1938). Trong các cuộc bầu cử vào cuối nhiệm kỳ của ông, sự khác biệt chính trị vốn có giữa các bầu cử nổi lên mạnh mẽ. Álvarez Vignoli de Demicheli đứng đầu nhóm ủng hộ nhà độc tài bảo thủ mà những nhà nữ quyền có uy tín, như chị em Paulina y Luisa Luisi, đã phản đối.

## Sách tham khảo
- Derechos civiles de la mujer Biblioteca Manuel Galvez, Montevideo: Alfa y Omega, 1946, 480 pp